# Asociación Española de Agencias de Desarrollo Regional (Foro ADR)
La Asociación Española de Agencias de Desarrollo Regional (FORO ADR) es una organización que agrupa a las entidades públicas dedicadas a la promoción económica y de la empresa en las Comunidades Autónomas, conocidas de forma genérica como *Agencia de Desarrollo Regional.
Las Agencias de Desarrollo Regional son los organismos de la administración de las comunidades autónomas que impulsan las políticas de apoyo a la pymes y los emprendedores, favoreciendo un desarrollo económico orientado a la innovación, la internacionalización y la competitividad regional. 
Foro ADR es la asociación que los reúne en España desde 2007 teniendo como objetivo principal contribuir a que las agencias de desarrollo regional intercambien información y experiencias a través de sus técnicos y directivos para apoyar los procesos de mejora del trabajo que realizan cotidianamente.

## Historia
En los años 80 y 90 se va extendiendo el modelo de las agencias de desarrollo por las Comunidades Autónomas, pero no existen mecanismos de cooperación entre ellas, ni contacto más allá de la capacidad o voluntad informal de los técnicos que las integran de tener algún tipo de relación o colaboración. 
A partir del año 2001 los organismos autonómicos encargados de la promoción económica empezaron a reunir a sus técnicos una vez al año en un encuentro para el intercambio de información, experiencias y buenas prácticas al que denominaron Foro de las Agencias de Desarrollo Regional (Foro ADR). La motivación de estos foros venía dada por la existencia de problemáticas comunes a todos los territorios que venían a tener una respuesta distinta en cada autonomía, por lo que se observaba conveniente intercambiar experiencias y aprender de los homólogos de otras regiones.
Es en 2007 cuando se decide dar una formalización legal a estos foros, de modo que se constituía la Asociación Española de Agencias de Desarrollo con una composición inicial de 16 ADR´s y con la finalidad de mantener en el tiempo los encuentros anuales y analizar la posible creación de una serie de grupos de trabajos por temáticas de trabajo comunes a las agencias en campos como la innovación, el emprendimiento o la financiación.
Los Foros que se han organizado desde 2001 han sido: 
- I Foro de Murcia (2001).
- II Foro de Valencia (2002).
- III Foro de Oviedo (2003).
- IV Foro de Sevilla (2004).
- V Foro de Valladolid (2005).
- VI Foro de San Sebastián (2006).
- VII Foro de Palma de Mallorca (2007).
- VIII Foro de Zaragoza (2008).
- IX Foro en Barcelona (2009).
- X Foro en Santiago de Compostela (2010).
- XI Foro en Lorca (2011).
- XII Foro en Valencia (2012).
- XIII Foro en Sevilla (2013).
- XIV Foro en Toledo (2014).
- XV Foro en La Rioja (2015).

## Organización y estructura
La Asociación se compone por los organismos autonómicos con competencias en materia de desarrollo regional de 16 Comunidades y de las dos ciudades autónomas. Se integra por las agencias de desarrollo regional y centros directivos de la Administración con competencia en este campo, aunque el modelo prototípico de organismo es la agencia, entendida como organismo especializado que goza de mayor flexibilidad de su régimen de funcionamiento para permitir su adaptación al sector al que se dirige.
La asociación se organiza internamente a través de una Asamblea General y una Junta Directiva como órgano de gobierno. Para desarrollar esta labor se apoya en el equipo de directivos y los grupos de trabajo creados para abordar problemáticas relacionadas con la empresa y las ADR's, principalmente en el ámbito de los emprendedores, la financiación avanzada, la innovación, TIC, cooperación internacional, gestión interna, atención al cliente y formación, etc. Constituye por tanto una iniciativa de networking que proporciona a las entidades socias foros de reflexión conjunta, servicios de noticias, plataforma web común, documentos de inteligencia para la toma de decisiones y para iniciativas conjuntas, servicios de documentación, redes de intercambio de técnicos y directivos, etc.
También tiene por objetivo contribuir a la puesta en valor y reconocimiento de las agencias de desarrollo y centros directivos ligados a este campo, como instrumentos de los respectivos gobiernos para las políticas de apoyo a la empresa. En octubre de 2011, en Lorca, se constituyó la Plataforma Iberoamericana de ADR's, primer paso de lo que esperamos pueda concluir en la Asociación Iberoamericana de Agencias de Desarrollo Regional.
La Junta Directiva de la Asociación se compone por un Presidente, un Vicepresidente, un Secretario General y vocales, junto al responsable de relaciones internacionales. Por la característica de ser una asociación de entidades públicas, forman parte de la Junta Directiva los altos cargos de cada entidad pública miembro, excepto el Secretario General y los responsables de área (relaciones internacionales, proyectos corporativos, y grupos de trabajo) que son directivos de las agencias.

El Foro ADR ha trabajado bajo el sistema de Comisiones de Trabajo temáticas conformadas por técnicos de las distintas agencias de desarrollo regional. Los grupos actuales versan sobre materias como el emprendimiento, la financiación avanzada, la innovación, TIC, cooperación internacional, gestión interna, atención al cliente y formación, entre otras, además existe un grupo de trabajo específico para el análisis de cuestiones relacionadas con la alta dirección de las agencias denominado Equipo de Directivos Foro Agencias de Desarrollo.
Los últimos presidentes de la Asociación han sido Pablo Trillo-Figueroa Martínez-Conde, Juan Hernández Albarracín y Reyes Samper. La Secretaría General la ocupa desde su fundación Francisco Martínez Ruíz.

## Agencias miembro
La Asociación la componen Agencias de Desarrollo Regional, Sociedades Públicas y Centros Directivos de la Administración de las Comunidades Autónomas y las Ciudades Autónomas de Ceuta y Melilla dedicados a la promoción económica. Si bien en su constitución estuvieron presentes la mayoría de las Comunidades Autónomas, a lo largo del periodo ha fluctuado ligeramente el número de integrantes por las reestructuraciones administrativas que han suprimido, fusionado o creado nuevas Agencias de Desarrollo, al margen de algunas salidas ocasionadas por criterios políticos como sucedió durante unos años con la salida de la agencia asturiana IDEPA.
Las agencias de desarrollo integrantes de la Asociación, pese a ser organismos homólogos no poseen las mismas competencias, ni naturaleza jurídica, ya que cada Comunidad Autónoma las ha configurado de modo distinto y además han adoptado una denominación dispar. En la actualidad sus integrantes son:
- Andalucía: IDEA - Agencia de Innovación y Desarrollo de Andalucía

- Aragón: IAF - Instituto Aragonés de Fomento

- Canarias: ACIISI - Agencia Canaria de Investigación, Innovación y Sociedad de la Información

- Cantabria: SODERCAN - Sociedad para el Desarrollo Regional de Cantabria

- Castilla-La Mancha: D. G. de Economía, Competitividad y Comercio de Castilla-La Mancha

- Castilla y León: ADE - Agencia de Innovación, Financiación e Internacionalización empresarial

- Cataluña: Acció Catalana

- Ceuta: PROCESA - Sociedad de Fomento de Ceuta

- Comunidad de Madrid: D. G. de Economía y Política Financiera

- Comunidad Valenciana: IVACE - Instituto Valenciano de Competitividad Empresarial

- Extremadura: EXTENDA Dirección General de Empresa y Actividad Emprendedora de la Junta de Extremadura

- Galicia: IGAPE - Instituto Galego de Promoción Económica

- Islas Baleares: IDI - Institut d'Innovació Empresarial de les Illes Balears

- La Rioja: ADER - Agencia de Desarrollo Económico de La Rioja

- Melilla: PROMESA - Promoción Económica de Melilla

- País Vasco: SPRI - Sociedad para la Transformación Competitiva

- Principado de Asturias: IDEPA - Instituto de Desarrollo Económico del Principado de Asturias

- Región de Murcia: INFO - Instituto de Fomento de la Región de Murcia

- Entidad adherida: Madrid Network

## Plataforma Iberoam
La vocación iberoamericana de Foro ADR tiene su traducción en este Grupo Iberoamericano de Agencias de Desarrollo Regional (FORO IBEROAM) que nacía tras el contacto continuado con diversas agencias de desarrollo regional del otro lado del atlántico.. 
La iniciativa nació en el transcurso del Foro celebrado en Lorca durante 2011 al que acudió una nutrida representación de responsables de ADRs ibeomaricanas. Posteriormente la iniciativa se consolidaría en el Foro celebrado en Valencia en 2013 adoptando como tal la denominación de FORO IBEROAM. Las agencias iberoamericanas que conforman la Plataforma Iberoam son:
- ADEL MORAZAN: Fundación Agencia de desarrollo económico local

- AEiH: Asociación de empresas industriales de Herrera y Santo Domingo

- ART BOLIVIA: Programa de articulaciones de redes territoriales en Bolivia

- BRASIL: Ministerio de Integraçao nacional de Brasil

- CAF: Banco de Desarrollo de American Latino

- CEDET: Comité Ecuatoriano de desarrollo económico y territorial

- CODESUL: Conselho de desenvolvimiento e integraçau sul

- Gobierno de Chile: Subsecretaria de desarrollo y gobierno regional de Chile

- INNOVA BIO BIO: Comité Fondo de Innovación Tecnológica de la Región del Bío Bío

- RED ADELCO: Red Nacional de Agencias de Desarrollo de Colombia]

A su vez, la Plataforma Iberoam cuenta con los siguientes agentes colaboradores:
- CAF: Banco de Desarrollo de American Latino
- BID: Banco Interamericano de Desarrollo